# Малиногорка (деревня)
Малиногорка — деревня в Козульском районе Красноярского края России. Входит в состав Лазурненского сельсовета. Находится на правом берегу реки Черёмушка (приток Кемчуга), примерно в 1 км к югу от районного центра, посёлка Козулька, на высоте 324 метров над уровнем моря.

## Население
| 2010 |
| ---- |
| 115  |

По данным Всероссийской переписи, в 2010 году численность населения деревни составляла 115 человек (63 мужчины и 52 женщины).

## Улицы
Уличная сеть деревни состоит из одной улицы (ул. Горная).